# Варсонофий (Дорошкевич)
Епи́скоп Варсоно́фий (пол. Biskup Warsonofiusz, в миру Васи́лий Дорошке́вич, пол. Bazyli Doroszkiewicz; 2 июня 1956, Бельск-Подляски) — епископ Польской православной церкви, епископ Семятыченский, викарий Варшавской епархии. Хабилитированный доктор богословия (2011).

## История
Родился 2 июня 1956 года в семье православного священника Владимира Дорошкевича, который насколько десятилетий прослужил в США в клире РПЦЗ.
В 1976 году окончил Православную духовную семинарию в Варшаве и продолжил обучение в Высшей православной духовной семинарии при Яблочинском монастыре. Затем учился в Христианской богословской академии в Варшаве.
8 октября 1980 года в Яблочинском монастыре монастыре был пострижен в рясофор. На следующий день там же епископом Люблинским Симоном (Романчуком) был рукоположён в сан диакона.
В 1981 году окончил Христианскую богословскую академию, защитив диссертацию под названием «Святой Серафим Саровский и православная мистика», написанную под руководством епископа Лодзинского и Познанского Саввы (Грыцуняка).
В 1982—1989 годы где изучил теологию и иностранные языки в Свято-Владимирской духовной семинарии в США, Свято-Сергиевском православном богословском институте в Париже, а также в Греции. Бывая на Афоне, познакомился с Паисием Святогорцем.
14 сентября 1983 года в США митрополитом Вашингтонским и всей Америки и Канады Феодосием (Лазором) был рукоположен в сан священника.
После возвращения в страну, в 1989—1990 годах был наместником Яблочинского монастыря и ректором Высшей православной духовной семинарии, действовавшей при этом монастыре.
18 декабря 1990 года в Яблочинском монастыре епископом и Хелмским Авелем (Поплавским) был пострижен в малую схиму с именем Варсонофий в честь святого Варсонофия Великого.
В 1991—1998 годы был священник Православного дома престарелых «Вифания» в Станиславове, а в период 1992—1998 помощником настоятеля варшавском кафедральном приходе. В 1995 году был возведён в сан игумена.
В 1998 году становится преподавателем и проректором Православной духовной семинарии в Варшаве.
В 2001 году он получил степень доктора богословских наук, защитив в христианской богословской Академии в Варшаве работы по диалогу православной церкви с нехакидонскими церквами.
В том же году уходит с должности проектора духовной семинарии в Варшаве, оставаясь до 2005 года там преподавателем, и был назначен настоятелем настоятелем прихода святого Димитрия в Саках и первым настоятелем новосзданного монастыря святого Димитрия Солунского в Саках. По собственному признанию, «устал от городской жизни» и поселился в совершенно глухой деревне, куда никакой вид общественного транспорта не ходит.
18 марта 2004 года был возведён в сан архимандрита.
10-13 марта 2005 года в Шамбези принял участие во встрече представителей поместных православных Церквей с целью обсуждения перспектив всеправославного диалога с Древними восточными дохалкидонскими Церквами.
С 2007 по 2016 годы работал на кафедре православной теологии Белостокского университета — сначала в качестве ассистента, с 2009 года — в качестве адъюнкта, с 2013 года — в качестве экстраординарного профессора.
9 июня 2011 года совет факультета Христианской богословской академии в Варшаве, присвоил ему степень хабилитованного доктора. Он является автором десятка монографий, в том числе: «Деяния восточных римлян», «В тени Халкидона», «византийский монастырь с середины IX до середины XV века», «Цезарь и догма» и более 80 научных статей. Неоднократно представлял Польскую православную церковь на научных конференциях в Польше и за рубежом. В январе 2016 года был награждён приемией имени князя Константина Острожского «за ознакомление польского читателя с источниками раскола христианской церкви на восточную и западную в первом тысячелетии»
В 2011—2016 годы был вице-президентом национального комитета Библейского общества в Польше. Принимал участие в подготовке Экуменического перевода Библии на польский язык, был автором перевода Книги Варуха и Послания Иеремии.
27 августа 2017 года архиерейский собор Польской православной церкви избрал архимандрита Варсонофия викарием Варшавской епархии с титулом Семятыченский.
8 октября 2017 года в церкви святых апостолов Петра и Павла в Семятычах хиротонисан во епископа Семятыческого. Хиротонию совершили: митрополит Варшавский и всея Польши Савва, архиепископ Люблинский и Холмский Авель (Поплавский), архиепископ Белостокский и Гданьский Иаков (Костючук), архиепископ Вроцлавский и Щецинский Георгий (Паньковский), епископ Перемышльский и Горлицкий Паисий (Мартынюк), епископ Бельский Григорий (Харкевич), епископ Лодзинский и Познанский Афанасий (Нос), епископ Гайновский Павел (Токаюк) и епископ Супральский Андрей (Борковский). Это была первая епископская хиротония за всю историю города.
В статусе викарного епископа и помощник Предстоятеля Польской церкви назначен курировать церковные СМИ, издательское дело, и, главное, развитие монашеской жизни епархии.